# Minnesota Twins
A Minnesota Twins egy amerikai baseballcsapat, a Major League Baseballban az Amerikai Liga Nyugati Csoportjában játszanak, székhelyük 1961 óta a Minnesota állambeli Minneapolis. 1901-től 1961-ig Washington Senators ill. Nationals néven Washingtonban játszottak.

## Történet

### Washington Nationals/Senators, 1901–1960
A Minnesota Twins története Washingtonban kezdődött. 1899-ben Bancroft (Ban) Johnson létrehozta a másodosztályú Amerikai Ligát. Egy évvel később négy Nemzeti Ligás csapat szűnt meg, köztük a Washington Senators is, akik csak nevükben egyeztek meg az 1901-ben alapított Amerikai Ligában játszó washingtoni csapattal. A négy megszűnt klub helyére a lehetőséget kihasználva az Amerikai Liga új csapatokat szervezett és így már méltó ellenfele lett a Nemzeti Ligának. Washingtonban a Kansas City Blues játékosaiból alakítottak klubot, Washington Senators néven.
Az 1905-ös évad előtt a csapat tulajdonosa, Thomas C. Noyes sportújságírókat kért fel, hogy új nevet keressenek a klubnak. A választás a Nationals-re esett, de a szurkolók és az újságírók továbbra is mindkét nevet és a "Sens" becenevet is használták. A Nationals nevet csak 1956-ban vonta vissza a csapat, nagyrészt azért, mert egy Nationals nevű csapat az Amerikai Ligában megtéveszthette a szurkolókat.
A Senators-nak nem ment jól a játék. Az első kilenc évadból négyszer az utolsó helyen végeztek. A dolgok az 1910-es évektől kezdtek javulni: Walter "The Big Train" Johnson – akit az év dobójának választottak – kezdett formába jönni és Clark Griffith lett a menedzser. Griffith elsőként alkalmazott csere-dobókat és vett fel karibi játékost, Chick Gandil első basemant. A végső győzelmet azonban Bucky Harris második baseman és menedzser hozta meg. 1924-ben, amikor a csapathoz került azonnal World Series bajnokok lettek. 1925-ben és 1933-ban újra bejutottak a döntőbe, de nem tudtak újra győzni.
Újra gyengébb évek következtek. A játék annyira nem ment, hogy a San Francisco Chronicle újságírója így viccelődött a csapattal: "Washington: First in war, first in peace, and last in the American League." (Washington: Első a háborúban, első a békében és utolsó az Amerikai Ligában). Ezzel Light Horse Henry Lee-nek, az amerikai függetlenségi háború lovastisztjének George Washingtont méltató szavaira utalt: "First in war, first in peace, first in the hearts of his countrymen." (Washington: Első a háborúban, első a békében és első a honfitársai szívében). 
A mélypont 1944 volt, amikor utolsók lettek, de ez a második világháború számlájara is írható, hiszen sok játékos a fronton harcolt és a bajnokság nagyon váltakozó színvonalon folyt. Így történhetett, hogy az 1944-es mélypoont ellenére 1943-ban és 1945-ben a ligában másodikak lettek.
Clark Griffith 1955-ös halála után tulajdonrésze és menedzseri széke fiára Calvin Griffith-re szállt. Calvin úgy gondolta, hogy a rossz játék mellett a meccsek alacsony nézettségének az is oka, hogy a Washingtonban egyre nagyobb számban élő feketék nem a Senatorsnak szurkoltak, hanem inkább a Negro League mérkőzésekre jártak ki. Bár apja még az 1930-as, 40-es években fontogatta fekete játékosok alkalmazását, de végül sem ő, sem fia nem merte átlépni az íratlan szegregációs szabályt. Calvin inkább azért kezdett lobbyzni, hogy a klubot Minneapolis-ba vihesse. A társtulajdonosok először nem értettek vele egyet, de 1961-ben az Amerikai Liga bővítésekor sikerült elköltöztetni a klubot. Helyükre azonnal egy másik csapatot szerveztek, szintén Washington Senators néven, ők 1972-ben költöztek Dallasba, ma Texas Rangers néven játszanak

## Döntőbeli szereplések
| Év   | Alapszakasz eredmény | Döntőbeli eredmények                                                                 |
| ---- | -------------------- | ------------------------------------------------------------------------------------ |
| 1924 | 92-62                | World Series győztes. A döntőben a New York Giants-et verte meg 4-3-ra.              |
| 1925 | 96-55                | Amerikai Liga győztes. A World Series-ben kikapott a Pittsburgh Pirates-től 3-4-re.  |
| 1933 | 99-53                | Amerikai Liga győztes. A World Series-ben kikapott a New York Giants-től 1-4-re.     |
| 1965 | 102-60               | Amerikai Liga győztes. A World Series-ben kikapott a Los Angeles Dodgers-től 3-4-re. |
| 1969 | 97-65                | Amerikai Liga második. A Baltimore Orioles-tól kapott ki 0-3-ra.                     |
| 1970 | 98-64                | Amerikai Liga második. A Baltimore Orioles-tól kapott ki 0-3-ra.                     |
| 1987 | 85-77                | World Series győztes. A döntőben a St. Louis Cardinals-t verte meg 4-3-ra.           |
| 1991 | 95-67                | World Series győztes. A döntőben az Atlanta Braves-t verte meg 4-3-ra.               |
| 2002 | 94-67                | Amerikai Liga második. A Los Angeles Angels-tól kapott ki 1-4-re.                    |
| 2003 | 90-72                | Bejutott a Division Series-be. A New York Yankees-től kapott ki 1-3-ra.              |
| 2004 | 92-70                | Bejutott a Division Series-be. A New York Yankees-től kapott ki 1-3-ra.              |
| 2006 | 96-66                | Bejutott a Division Series-be. Az Oakland Athletics-től kapott ki 0-3-ra.            |

## Csapatjelképek
- Csapatszínek: Sötékék, piros és fehér.
- Embléma: Piros varrású baseball-labda előtt, kisebb kék betűvel Minnesota felirat, alatta a Twins szó nagyobb, piros betűkkel, a "win" rész aláhúzva.
- Sapkaembléma: A hazai meccseken egymásba érő fehér "T" és piros "C" betű, a Twin Cities, magyarul az ikervárosok rövidítése, utalva Minneapolisra és St. Paul-ra. Az idegenbeli sapkán "M" betű van.
- Mez: A hazai meccseken használt mez fehér, sötétkék vékony csíkokkal. A felső elején Twins felirat és a játékos száma, a háton csak a szám szerepel. Az idegenbeli mez szürke, sötétkék vékony csíkokkal, az elején piros MINNESOTA felirat. A játékos száma ezen is elöl-hátul szerepel. Kétféle vasárnapi mezük is van, mindkettő sötétkék. A hazain fehér színű, piros keretes Twins, az idegenbelin MINNESOTA felirat.
- Szurkolói dal: "We're Gonna Win, Twins" (am.: Nyerni fogunk, Twins). Dick Wilson szerezte, 1961-ben.
- Csapatmottó: Nincs hivatalos mottójuk. A 2006-os évadban a nem hivatalos mottó a "Smell 'em" volt (am.: Érezd a szagukat). Mike Redmond csere elkapó találta ki, arra utalva, hogy az ütőjátékosoknak érezniük kell a pontok (RBI-k) szagát, amikor futók vannak a bázisokon.
- Kabalafigura: "T.C. Bear". Barna medve, 2001 óta a csapat kabalája.

## Twins játékosok a Baseball Hírességek Csarnokában
Legalább részben a Minnesota Twins-nél nyújtott teljesítményük alapján beválasztott játékosok:
- Rod Carew
- Harmon Killebrew
- Kirby Puckett

Legalább részben a Washington Senators-nál nyújtott teljesítményük alapján beválasztott játékosok:
- Stan Coveleski
- Joe Cronin
- Ed Delahanty
- Rick Ferrell
- Goose Goslin
- Clark Griffith
- Bucky Harris
- Walter Johnson
- Harmon Killebrew (was with team when it moved)
- Heinie Manush
- Sam Rice
- Early Wynn

## Visszavont mezszámok
- 3 Harmon Killebrew, outfielder-első baseman-harmadik baseman, Washington 1954-60, Minnesota 1961-74
- 6 Tony Oliva, outfielder, Minnesota 1962-76; Edző, 1976-78, 1985-91
- 14 Kent Hrbek, első baseman, Minnesota 1981-94
- 29 Rod Carew, első és második baseman, Minnesota 1967-78
- 34 Kirby Puckett, outfielder, Minnesota 1984-95
- 42 Jackie Robinson, a teljes Major League-ből visszavonták

## Érdekességek
- A Twins-t a szurkolók egy része Twinkies-nek becézi. A gyermekded becenév ellenére a csapatot keményen dolgozó, keményen játszó együttesnek ismerik. A játékosok a hírnevükhöz méltóan "keményen" is buliznak. Nyert meccsek után a klubházban nagy bulit rendeznek, hangos rockzenével.
- Az új játékosoknak több ártatlan beavatási szertartáson is át kell esniük. Az egyik ilyen, hogy a bemelegítő területre (bullpen) a legfiatalabb cseredobónak kell vinnie a vizet és az ételt egy rikító színű gyerekhátizsákban. 2005-ben Barbie babás, 2006-ban SpongyaBob Kockanadrágos hátizsákot használtak.
- A csapat a tavaszi edzőtáborozást Fort Myers-ben (Florida), a Hammond Stadionban tartja.